# Верхів
Ве́рхів — село в Україні, в Рівненському районі Рівненської області. Населення становить біля 450 осіб. З 2020 року входить до складу Острозької міської громади. 

## Географія
На північно-східній околиці села бере початок річка Безіменна.

## Назва
Назва села походить від розташування на вершині гори.

## Історія села
На околиці села виявлено два поховання в кам'яних гробницях епохи міді городоцько-здовбицької культури. Випадково виявлені оранкою у 1892 року. У 1948 році на території сільського кладовища біля кістяка дитини в кам'яній гробниці знайдено глиняний черпак комарівської культури.
Вперше село згадується в описі Луцького замку 1545 року. В 1583 р. в селі були млин і піп (отже, вже була церква).
В подальших історичних документах є згадки про Верхів і його замок. У 1617 році село було знищене татарами.
В 1902 р. в селі було 133 хати і 683 жителі. Село при старому тракті так званому житомирському, положене в місцевості підгірській і дуже врожайній. Вознесенська церква була дерев'яна, 1785 р. побудови. Колись село було власністю князів Острозьких і згідно з поборовим реєстром належало до князівського замку в Степані. Пізніше перейшло до Т. Чацького. В 1831 р. було сконфісковане царським урядом до «удільних фундушів». У середині ХІХ ст. дерев'яна церква згоріла, а на її місці 1875 р. була побудована кам'яна церква з дзвіницею.
У 1906 році село належало до Хорівської волості Острозького повіту Волинської губернії. Відстань від повітового міста 15 верст, від волості 14. Дворів 139, мешканців 798.
Після встановлення УНР село було короткочасно захоплено більшовиками в січні 1918 року. В 1919—1939 роках село було під польською владою, ОУН починала боротьбу проти окупантів, яка тривала десятиліття проти всіх зайд.
У селах Плоске і Верхів Острозького району 1 серпня 1948 року закатована Дарія Михайлівна Защик, 1888 року народження, там її кров'ю зросились снопи. Убитий голова Сільської Ради Макар Прокопович Гайдук — демобілізований солдат-фронтовик. 6 вересня наклав головою Іван Романович Цюх, 1900 р., Феофан Євдокимович Марченко, 1902 р.

### Історія Верхівської школи
Перший навчальний заклад у селі було відкрито у 1873 році Удільним відомством. Це було однокласне народне училище, яке розташовувалось у приміщенні цього ж відомства й утримувалося за його кошти. В 1878 році в ньому навчалось 43 учні чоловічої статі та 16 жіночої. Працювало з учнями 3 вчителі, один з яких викладав Закон Божий. Пізніше училище стало двокласним і було переміщене в більше приміщення, в якому проживав управитель маєтку графа Іллінського, Григорій Добринський. У цьому двоповерховому приміщенні школа функціонує і сьогодні.
До повалення самодержавства навчання у школі велося російською мовою, з 1922 по 1939 рік — польською. Школа в ці роки носила ім'я всесвітньо відомого вченого Миколая Коперника. Очолював її Томаш Тарновський, потім Франк Францішек, учетилювала і його дружина Стефанія. Вчило верхівських дітей подружжя Марії та Павла Ковальських — батьки доктора історичних наук, професора Національного університету «Острозька академія» М. П. Ковальського.
Слід відзначити, що вчителі школи брали активну участь у діяльності тодішньої „Просвіти“. Активним організатором просвітянської діяльності була Юлія Плисак.
Після радянської анексії західноукраїнських земель, більшість учителів була замінена новими. Директором школи було призначено Персмана Пейсаха. В роки нацистської окупації діти не вчились.
Після війни відновилось навчання в школі. І першими вчителями у ній були Галина Павлюк та її двоюрідна сестра Наталія Андріївна. Під час виселення поляків з Волині приміщення школи стало місцем збору польських родин, які мешкали в селі. Звідси їх відправляли на залізничну станцію для перевезення в Польщу.
За роки війни школа зазнала різних пошкоджень, тому 1949 року її працівники під керівництвом директора Олександра Пашкульського зробили косметичний ремонт. Зміцнення навчально-матеріальної бази продовжувалось за директора Миколи Івановича Опацького та його наступника Олександра Михайловича Григорука.

## Населення

### Мова
Розподіл населення за рідною мовою за даними перепису 2001 року:
| Мова       | Кількість | Відсоток |
| ---------- | --------- | -------- |
| українська | 534       | 99.44%   |
| російська  | 3         | 0.56%    |
| Усього     | 537       | 100%     |

## Відомі люди
В селі проживала Юлія Федорівна Плисак (1909-1957) — організаційний референт Острозького повітового проводу ОУН і водночас керівник жіночої сітки ОУН, член Волинського крайового проводу ОУН і північної похідної групи ОУН, політв'язень польських і німецьких тюрем та радянських концтаборів.